# EPL2R
EPLRR O EPL2R es un método de lectura comprensiva nombrado así a partir de las siglas de sus cinco pasos: Encuesta, Pregunta, Lee, Recupera y Revisa. Francis P. Robinson, un filósofo de educación estadounidense, presentó este método por primera vez en su libro Effective Study en 1946.
El método ofrece un abordaje más eficiente y activo a la lectura de material escolar.[cita requerida] Fue creado para estudiantes universitarios, pero también es muy útil para estudiantes más jóvenes. Su implementación se ha esparcido por aulas de clase en todo el mundo.
Algunos métodos similares se desarrollaron posteriormente, estos incluyen al método PQRST y la tabla KWL.

## Proceso
1. Encuesta ("E")
El primer paso, encuesta, aconseja que uno debe resistir la tentación de leer el libro. En cambio, se aconseja realizar una lectura rápida del capítulo y fijarse en los encabezados y subencabezados, así como en otras características excepcionales, como figuras, tablas, y párrafos de resumen. Este paso de encuesta sólo toma de 3 a 5 minutos, pero proporciona un esbozo o marco sobre lo que será presentado. El lector tendría que identificar ideas y formularse preguntas sobre el contenido del capítulo.
2. Pregunta ("P")
Generar preguntas sobre el contenido de la lectura. Por ejemplo, convierte los encabezados y subencabezados en preguntas y luego busque respuestas en el contenido del texto. También pueden generarse otras preguntas más generales:
  - ¿De qué trata este capítulo?
  - ¿Qué pregunta está tratando de contestar este capítulo?
  - ¿Cómo me ayuda esta información?
  - El paso de Pregunta también toma de 3 a 5 minutos, pero motiva al lector a buscar respuestas a ciertas interrogantes.
3. Lee ("L")
Usar el trabajo previo hecho con "E" y "P" para empezar leyendo activamente. Esto significa leer para contestar las preguntas generadas en "P". Esto contrasta con la lectura pasiva, donde se aborda el material sin comprometerse con el material de estudio.
4. Recupera ("R1")
El lector trata de recuperar de su memoria (sin la ayuda de apuntes) qué es lo que aprendió, como si lo estuviera enseñando a alguien más.  Es importante que el lector utilice palabras propias para formular y conceptualizar el material. Trata de recordar e identificar puntos importantes (encabezando/subencabezados) y las respuestas a las preguntas del paso "P". Este paso puede ser hecho en un formato oral o escrito y está relacionado con los beneficios que recuperar algo de la memoria (efecto de prueba) tiene para potenciar la memoria a largo plazo en la retención del material.
5. Revisión ("R2")
La "R" final es de "Revisión." Una vez que llegas al final de un párrafo, repítete el punto principal del texto, usando tus propias palabras. Entonces puedes repetir el proceso en el segundo conjunto de preguntas.